# Titularbistum Gegi
Gegi ist ein Titularbistum der römisch-katholischen Kirche und heute ein Titularbistum.
Es geht zurück auf einen Bischofssitz in der gleichnamigen antiken Stadt, die in der Spätantike in der römischen Provinz Mauretania Sitifensis (heute nördliches Algerien) lag. Spätestens im Zuge der islamischen Expansion ging der Bischofssitz unter.
| Titularbischöfe von Gegi |                                   |                                                      |                    |                   |
| Nr.                      | Name                              | Amt                                                  | von                | bis               |
| 1                        | Olimpo Santiago Maresma           | Weihbischof in Mendoza (Argentinien)                 | 31. Dezember 1965  | 5. August 1971    |
| 2                        | Kornél Pataky (Kornél Pataki)     | Apostolischer Administrator von Győr (Ungarn)        | 15. Februar 1975   | 2. September 1980 |
| 3                        | Athanase Bala CSSp                | Koadjutorbischof von Bafia (Kamerun)                 | 30. April 1981     | 19. Dezember 1990 |
| 4                        | Domingo Jafet Herrera Castillo    | Weihbischof in Yucatán (Mexiko)                      | 17. Februar 2000   | 19. März 2003     |
| 5                        | Hermín Negrón Santana             | Weihbischof in San Juan de Puerto Rico (Puerto Rico) | 30. Juni 1981      | 10. März 2012     |
| 6                        | Raymond Poisson                   | Weihbischof in Saint-Jérôme (Kanada)                 | 1. Mai 2012        | 8. September 2015 |
| 7                        | Herculano Medina Garfias          | Weihbischof in Morelia (Mexiko)                      | 1. Dezember 2015   | 4. Mai 2024       |
| 8                        | Mario Nicolás Villanueva Arellano | Weihbischof in Tijuana (Mexiko)                      | 19. September 2024 |                   |